# Sommer-Paralympics 2008/Teilnehmer (Island)
| stlisierte Goldmedaille | stlisierte Silbermedaille | stlisierte Bronzemedaille |
| ----------------------- | ------------------------- | ------------------------- |
| —                       | —                         | —                         |

Island nahm mit fünf Sportlern an den Sommer-Paralympics 2008 im chinesischen Peking teil.
Fahnenträger bei der Eröffnungsfeier war der Leichtathlet Jón Oddur Halldórsson. Er war auch der erfolgreichste Teilnehmer der isländischen Mannschaft mit einem fünften Platz über 100 Meter in der Klasse T35.

## Teilnehmer nach Sportart

### Leichtathletik
Männer
- Baldur Baldursson
- Jón Oddur Halldórsson
- Eyþór Þrastarson

### Powerlifting (Bankdrücken)
Männer
- Steini Sölvason

### Schwimmen
Frauen
- Sonja Sigurðardóttir